# Chorthippus pulloides
Chorthippus pulloides är en insektsart som beskrevs av Willy Adolf Theodor Ramme 1926. Chorthippus pulloides ingår i släktet Chorthippus och familjen gräshoppor. Inga underarter finns listade i Catalogue of Life.